# Joe Fortunato
Joe Fortunato (Bari, 1955. január 1. –) olasz szülőktől származó kanadai profi jégkorongozó.

## Karrier
Komolyabb junior karrierjét az Ontario Major Junior Hockey League-es Kitchener Rangersben kezdte 1972-ben és 62 mérkőzésen 69 pontot szerzett. A következő két idényt is ebben a csapatban játszotta le. Legjobb szezonja a második volt: ekkor 66 mérkőzésen 80 pontot szerzett. 
Az 1975-ös NHL-amatőr drafton a New York Islanders választotta ki a harmadik kör 47. helyén. Szintén kiválasztotta őt egy csapat, a Cleveland Crusaders, az 1975-ös WHA-amatőr drafton a nyolcadik kör 104. helyén. A National Hockey League-ban sosem játszott. Első felnőtt bajnoki szezonja a North American Hockey League-ben volt az Erie Bladesben majd 45 mérkőzés után átkerült a szintén NAHL-es Cape Coddersbe, ahol 4 mérkőzést játszhatott csak, mert a csapat 1976. február 13-án megszűnt. 
1976–1977-ben az International Hockey League-es Dayton Gemsben kezdett és 4 mérkőzés után felkerült az NHL legnagyobb konkurensének számító ligába a World Hockey Associationba, az Edmonton Oilersbe 1 mérkőzésre. A szezont a NAHL-es Maine Nordiquesben fejezte be. Ezután visszavonult.